# Rhagodoca ugandana
Rhagodoca ugandana är en spindeldjursart som beskrevs av Roewer 1933. Rhagodoca ugandana ingår i släktet Rhagodoca och familjen Rhagodidae. Inga underarter finns listade i Catalogue of Life.